# Villeneuve-la-Rivière
Villeneuve-la-Rivière (på Catalansk: Salelles) er en by og kommune i departementet Pyrénées-Orientales i Sydfrankrig.

## Geografi
Villeneuve-la-Rivière ligger kun 9 km vest for Perpignan centrum. Nærmeste byer er mod øst Baho (3 km), mod syd Le Soler (4 km) og mod vest Pézilla-la-Rivière (3 km).

## Demografi

### Udvikling i folketal
| 1962                                                              | 1968 | 1975 | 1982 | 1990 | 1999  | 2008  | 2011  | 2017  |
| ----------------------------------------------------------------- | ---- | ---- | ---- | ---- | ----- | ----- | ----- | ----- |
| 609                                                               | 632  | 569  | 910  | 901  | 1.052 | 1.317 | 1.298 | 1.316 |
| Tal fra og med 1962 er uden dobbelttælling (sans doubles comptes) |      |      |      |      |       |       |       |       |